# برانتليفيل
برانتليفيل (بالإنجليزية: Brantleyville)‏ هي مدينة أمريكية تقع في ولاية ألاباما.ويبلغ عدد سكانها 884 نسمة حسب إحصاء سنة 2010 م.